# Церква Святої Магдалени (Рухну)
Церква Святої Магдалени (ест. Ruhnu Püha Magdaleena kirik) знаходиться на естонському острові Рухну. 
Відомо, що церква є найстарішою дерев'яною будовою, яка збережена на території Естонії. Будівництво церкви почалося 22 листопада 1643 року. 
У музеї Стокгольма Historiska museet знаходиться колекція скляних картин з дерев'яної церкви Рухну, яка являє собою найстаріші та найцінніші історичні скляні предмети мистецтва Естонії. У їх числі також 6 скляних картин XVII століття. 
Коли 1944 року з приходом радянської влади жителі острова втекли в Швецію, крім різноманітного церковного начиння вони також узяли із собою ці скляні картини. 
Церква перебуває у віданні ЕЄЛЦ.